# Caroline Rémy de Guebhard

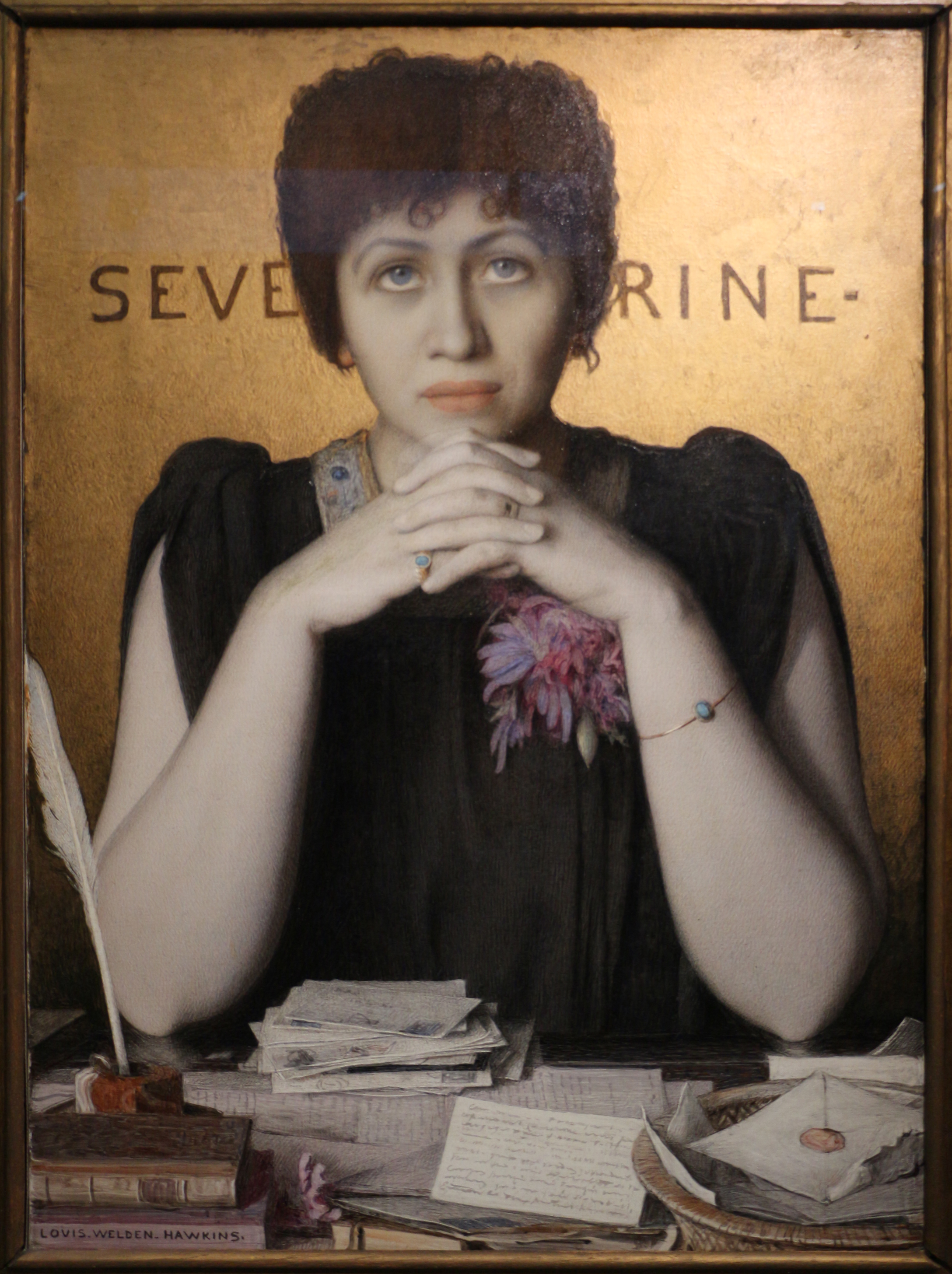
Retrato de Séverine de Louis Welden Hawkins.

Caroline Rémy de Guebhard (París, 27 de abril de 1855 – Pierrefonds, 24 de abril de 1929), más conocida bajo el pseudónimo literario de Séverine, fue una anarquista, periodista y feminista francesa.

## Trayectoria
Alrededor de 1880, Rémy se involucró en la publicación socialista de Jules Vallès, Cri du Peuple, de la que tomó el control un tiempo después debido a la mala salud de Vallès. Cada vez más militante en sus puntos de vista, se hizo amiga de su compañera periodista y feminista Marguerite Durand, pero tras un enfrentamiento con el marxista Jules Guesde, dejó el periódico en 1888. Siguió escribiendo en otras publicaciones promoviendo la emancipación de la mujer y denunciando injusticias sociales de todo tipo, incluyendo el caso Dreyfus. De hecho, el 31 de julio de 1892 y debido a este caso, Rémy se convirtió en la primera periodista de la historia en entrevistar a un Papa, León XII. Unos años después, en 1897, comenzó a escribir para el diario feminista La Fronde creado y dirigido por Durand.
Apoyó la Revolución Rusa de 1917 y, en 1921, se unió al Partido Comunista Francés. Sin embargo, sólo unos años después, abandonó el partido para mantener su pertenencia a la Ligue des droits de l’homme (et du citoyen). Como defensora incondicional de la izquierda, Rémy apoyó algunas de las causas anarquistas más importantes de la época, como la defensa de Germaine Berton, y también participó en los esfuerzos de 1927 para salvar a los anarquistas italianos Sacco y Vanzetti.
Bernard Lecache, miembro fundador del Comité de Honor de la Liga Internacional Contra el Antisemitismo (LICA), (ahora Liga Internacional Contra el Racismo y el Antisemitismo (LICRA)), escribió su biografía. Su retrato fue pintado por Pierre-Auguste Renoir en 1885 y ahora se encuentra en la Gallería Nacional de Arte en Washington D.C.
Poco antes de su muerte, participó en la campaña de apoyo a la candidatura del médico Albert Besson, elegido consejero del distrito de Saint-Fargeau, consejero general del Sena, luego vicepresidente del Consejo de París y del Consejo general del Sena. Rémy murió en 1929 en su casa de Pierrefonds, departamento de Oise, en la región de Picardía, en Francia. Algunos de sus documentos se encuentran en la Bibliothèque Marguerite Durand de París. En 1933, en memoria de Séverine, Besson hizo que el Consejo de París votara la atribución del nombre "Séverine" a la plaza creada por iniciativa suya Porte de Bagnolet (París 20).

## Obra
- Pages rouges, Paris, H. Simonis Empis, 1893.
- Notes d’une frondeuse : de la Boulange au Panama, Préf. Jules Vallès, Paris, H. Simonis Empis, 1894.[6]
- Pages mystiques, Paris, H. Simonis Empis, 1895.
- En marche, Paris, H. Simonis Empis, 1896.[7]
- Affaire Dreyfus : Vers la lumière... impressions vécues, Paris, Stock, 1900.[8]
- La Toute-puissance de la bonté, (S. l.), 1900.
- Sac à tout : mémoires d’un petit chien, Paris, F. Juven, 1903.
- À Sainte-Hélène, pièce en 2 actes, Paris, V. Giard et E. Brière, 1904.
- Line : 1855-1867, Paris, Crès, 1921.
- Choix de papiers, annotés par Évelyne Le Garrec, Paris, Tierce, 1982.
- Impressions d’audience, (Émile Zola, "J’accuse !", réactions nationales et internationales) Valenciennes, Presses universitaires de Valenciennes, 1999.